# Вјазма (притока Дњепра)
Вјазма (рус. Вязьма) река је у европском делу Русије која протиче преко територије Смоленске области и лева је притока Дњепра (део басена Црног мора). 
Извире на подручју Вјаземског побрђа (највиши део знанто пространије целине Смоленског побрђа) на око 20 km северно од града Вјазме. Укупна дужина водотока је 147 km, а површина сливног подручја 1.350 km².
Њене најважније притоке су Жутенка, Бебрја, Сарагошч, Боровка, Бистрењ, Лужња, Болдањ и Новосјолка.